# 國際西藏獨立運動
國際西藏獨立運動（英語：International Tibet Independence Movement，縮寫ITIM），或譯國際圖博獨立運動，是一個以圖博（西藏）脫離中國獨立為主要宗旨的非營利組織，於1995年3月18日在美國印第安納州咸美頓縣成立。這個組織宣稱：「只有獨立的圖博才能保障圖博土地、人民、文化和宗教的生存。」
國際西藏獨立運動由當彩仁波切土登晉美諾布（十四世達賴喇嘛的長兄）和拉里·戈斯坦（Larry Gerstein）一起創立。這個組織在2008年北京奧運會期間在三藩市組織反對中華人民共和國政府的運動，並支持抵制這場奧運會。這個組織在華盛頓特區、佛羅里達州、印第安納州等地發起多場「圖博獨立遊行」。